# マフラ県
マフラ県 (マフラけん、アラビア語: المهرة Al Mahra) は、イエメンの県である。県都は、ガイダである。

## 概要
かつてマフラ王国がここにあった。また、南アラビア諸語に属するマフラ語が話されている。オマーンのドファール特別行政区に隣接している。

## 戦闘
- 2020年10月、ガイダ市内でアラビア半島のアルカーイダと武装勢力が交戦。アラビア半島のアルカーイダのナンバー2が死亡するとともに指導者のハリド・バタルフィが拘束された。交戦の詳細については明らかにされてこなかったが、2021年2月4日に国連安全保障理事会に提出された文書により指導者の拘束情報が公のものとなった[2]。

## 隣接する県
- ハドラマウト県
- ドファール特別行政区